# Adrian Shephard
El cabo Adrian Shephard es el personaje principal y el protagonista silencioso de Half-Life: Opposing Force, la primera expansión oficial creada por Gearbox Software de Half-Life.

## Personaje
Shephard, un cabo del Cuerpo de Marines de los Estados Unidos asignado al Hazardous Environment Combat Unit (HECU, Unidad de combate en entornos peligrosos) de Arizona, es uno de los hombres enviados a Black Mesa Research Facility para matar a los aliens y luego silenciar a todos los testigos del incidente, especialmente a un científico llamado Gordon Freeman, el protagonista del videojuego original. No obstante, durante los hechos subsiguientes de la "Cascada de Resonancias", Adrian se encuentra separado de su unidad e intenta luchar para sobrevivir.
A diferencia de los otros marines trabaja con los científicos y guardias, cada vez más desconfiados, para salir de Black Mesa con vida. Probablemente se deba a que nunca recibió órdenes de matarlos porque su comandante murió al caer su Osprey, sin poder informarle su misión. Los caminos de Shephard y Freeman se cruzan durante el juego, pero solo observa uno de los acontecimientos culminantes del juego original. Nunca combate al lado o en contra de Gordon Freeman. Parece que G-Man tiene interés en Shephard, incluso antes del incidente de Black Mesa. Tres meses antes, Shephard vio a G-Man durante su entrenamiento como recluta. Shephard desactiva la bomba termonuclear de los Black Ops, pero G-Man la reactiva y Black Mesa es destruida. Al final, G-Man expresa un grado de respeto por la capacidad de Shephard, elogiándolo por tener la capacidad de "adaptarse y sobrevivir a todas las probabilidades de muerte" que "le recuerdan a él mismo".
Shephard no aparece en Half-Life 2, Half-Life 2: Episode One y Half-Life 2: Episode Two, pero, aun así, tiene un gran número de fans, que han jugado a estos juegos, Gabe Newell insinuó que quizás algún día volvería a aparecer. Doug Lombardi fue entrevistado por Eurogamer y dijo que aunque Valve no tiene ningún proyecto secreto sobre Shephard en estos momentos, les gustaría usar a Shephard otra vez en el futuro. Añadió que Shephard gustó mucho a los fans y a Valve cuando acabaron de jugar a Opposing Force.  
Muchos piensan que Shephard podría ser el protagonista del juego de Valve: Portal que tiene el arma principal, la Aperture Science Handheld Portal Device (ASHPD, dispositivo manual de portales de Aperture Science), que tiene las iniciales A.S.H.P.D. - Adrian Shephard. Aun así, Gabe Newell comentó que es una 'coincidencia total' y que Shephard no aparece en el juego. Eso parece ser verdad, ya que el único personaje humano que aparece en Portal es el protagonista femenino, Chell. Es interesante comentar que, en Portal, la pantalla del fondo cambia para dejar ver un teclado con las letras A, D, R, I, N, S, H, E y una P seleccionada. Esas son las letras que forman el nombre del Cabo Shephard.
Cabe destacar que mientras Shephard observaba la teletransportación de Gordon Freeman a Xen, tenía la opción de seguirlo hasta el teletransportador antes de que se colapsara. Aun así, si hace eso, Shephard acaba viéndolo cuando se teletransporta a un lugar en Xen unos cuantos metros lejos de Gordon, antes de caerse en medio del espacio.

## Curiosidades
- En el videojuego F.E.A.R., un personaje llamado "Shepherd, A." aparece como personaje y coordinador a lo largo del juego. Esto es un posible homenaje a Adrian Shephard.
- En la novela de Christopher Brookmyre "A Big Boy Did It And Ran Away" aparece un personaje llamado Adrian Shephard.
- En BioShock donde Atlas le dice al jugador "Busca una palanca o algo" como arma, encuentra una llave inglesa como arma principal. Esto es también un posible homenaje a Adrian Shephard, ya que su primer arma en el juego es una llave inglesa.
- Al final del Capítulo "El Deber Llama" en Half-Life: Blue Shift, Barney Calhoun oye a dos soldados que están muy ajetreados tirando unos cadáveres en la cloaca. Uno de ellos se queja de que su equipo deba realizar todo el trabajo sucio (deshacerse de los cadáveres) "Solo porque el equipo de Shepard no lo logró" (Aterrizar con éxito en la instalación).
- Durante su aventura en Black Mesa, Shepard visita zonas que también fueron visitadas por Freeman, claro que algunas horas más tarde y en peor estado.
- Adrian cuando se encuentra en el capítulo "Friendly Fire" es el momento exacto que Gordon está en el capítulo "Lambda Core", lo que da a entender que Adrian comenzó su aventura mucho después que la de Gordon (aproximadamente en el episodio "Ética dudosa" o "Tensión en la superficie" del Half-Life original). Lo más probable es que el equipo de Shepard hayan sido refuerzos, y no parte de la fuerza de asalto original.
- Otro dato de interés es que Shephard inició su aventura un tiempo después de que Barney Calhoun escapase de Black Mesa.
- Cuando Adrian lucha contra el gusano gigante con voz de águila, antes de apretar el botón para exterminarlo debe encender los reactores llamados Gearbox y Valve, nombres de las compañías creadores del juego.
- Shepard es el único protagonista en Half-Life que se encuentra "preparado" para las situaciones que enfrenta (Máscara antigás, casco balístico, armadura de combate especial y entrenamiento militar especializado). Freeman no posee casco ni máscara, pero sí armadura especial. Y Calhoun solo posee un casco y un chaleco antibalas, ambos de Kevlar.
- De los tres protagonistas de Half-Life, Shepard poseía las mayores posibilidades de sobrevivir. No solo poseía equipo y entrenamiento especializado, sino que también tenía acceso a una mayor cantidad de armamento, y durante su aventura en Black Mesa podía contar con todo tipo de ayuda (En el caso de Calhoun y Freeman, ambos siempre se hallaban luchando contra los militares).
- Durante el juego, Shepard se encuentra con una criatura de la Raza X, que usa como "lanza-esporas" (Un Shock Trooper, en estado larva). La criatura puede considerarse la "mascota" de Shepard, pues ocasionalmente hará un sonido parecido al ronroneo de un gato, y Shepard responderá acariciando el lomo de la criatura.
- Cabe destacar que cuando Shephard llega al sector E (Destino luego que se sube  a un tren de transporte abandonado)se encuentra con un guardia de seguridad (Otis) con bigote el cual aparece en Blue Shift en el campo de tiro con una rosquilla en la mano. La rosca impide que saque su arma la cual aparece solamente en Opposing Force.
- El escritor de Half-Life, Marc Laidlaw, bromeó sobre su estado canónico, comparándolo con el Gato de Schrodinger: es canónico o no, dependiendo de si el G-Man decide usarlo o no.
- Cuando Shepard llega a su punto de extracción asignado, escucha a su superior dando instrucciones a otro soldado por radio sobre objetivos de mortero y la evacuación. Sin embargo, no saben que al otro lado de la radio se encuentra Freeman escuchándole antes de usar un mapa electrónico para disparar morteros.